# Zmajski most
Zmajski most je cestni most čez Ljubljanico, ki se nahaja severovzhodno od Vodnikovega trga v Ljubljani. Zgrajen je bil za časa županovanja Ivana Hribarja kot nadomestilo za leseni Mesarski most, ki je stal prej na tistem mestu in je bil poškodovan v ljubljanskem potresu leta 1895. Zgradba je bila za tisti čas inovativna, iz armiranega betona po tehniki avstrijskega inženirja Josefa Melana. Namesto železnih palic, vgrajenih v betonsko strukturo, je bil zgrajen na oboku iz železnih tramov, kar je omogočilo gradnjo brez začasne podporne strukture. 
Most je oblikoval arhitekt Jurij Zaninović (1876–1946). Izšel je iz dunajske arhitekturne šole prof. Wagnerja (tudi Plečnik je bil njegov učenec). V projekt se je zelo poglobil in nastala je ena najlepših stvaritev secesijske arhitekture na evropskih tleh. Na obeh bočnih fasadah so napisi in relief, ki posnemajo patiniran bron. Zaradi previsokih cen brona so mostne odprtine nad glavnim lokom naredili iz betonskih fasadnih plošč z listjem v obliki reliefa. Betonski so tudi balustradni stebrički mostne ograje. Da bi dosegel videz kamna, je Zaninovich predvidel površinsko obdelavo betona v načinu štokanja. Najpomembnejši okras mostu so štirje zmaji, ki stojijo na podstavkih na štirih vogalih (poleg številnih manjših mitskih živali: ob svetilkah stoje grifoni in ne pogosto omenjani zmaji). Namesto velikih zmajev so bili prvotno predvideni kipi krilatih levov, ki so bili kasneje zamenjani s simbolom Ljubljane. Narejeni so iz bakrene pločevine, saj je bil bron predrag. Izdelali so jih v dunajski tovarni dekorativnih predmetov A. M. Beschorner. Bronaste kandelabre so odlili na Dunaju in jim dodali steklene krogle. Ob otvoritvi 1901 še niso bile izdelane plinske luči, ampak so bile postavljene kasneje. Sama voziščna površina je bila narejena iz asfalta in nalepljena na betonsko podlago. Gre za prvo asfaltno površino v Sloveniji. Asfaltni so bili tudi pločniki. Sodobno je bilo tudi to, da so bile izvedene kinete za dovod plinskih cevi za razsvetljavo pod pločniki.
Celotni stroški gradnje so znašali 158.500 kron (v tej ceni ni zmajev in kandelabrov).
Ob otvoritvi leta 1901 je bil most posvečen štiridesetletnici vladavine cesarja Franca Jožefa I. in poimenovan Jubilejni most (nemško Jubiläumsbrücke). Na stranicah so v ta namen izpisane letnice 1848 - 1888, obletnico pa sta obeleževali tudi spominski plošči v slovenščini in nemščini. Takrat je bil eden prvih železobetonskih mostov v Evropi in prva železobetonska konstrukcija v mestu. S 33,34 m premera je imel tretji najdaljši lok med tedanjimi evropskimi mostovi.
Kmalu je raba uradnega imena zamrla in most je zaradi svojega okrasja postal znan kot »Zmajski most«. Med letom 1983 in 1984 je bil temeljito prenovljen. Danes se šteje za enega najlepših primerov secesijske arhitekture mostov na svetu in je zaščiten kot tehniški spomenik, predstavlja tudi eno od znamenitosti mesta Ljubljane.

## Javni potniški promet
Preko mostu potekajo trase mestnih avtobusnih linij št. 13, 20 in 20Z.

## Galerija slik
- Kip zmaja na severovzhodni strani
- Napis o izgradnji na mostu
- Rastlinske dekoracije z modnimi napisi Viribus unitis
- Bronasti kandelaber in zmaj na mostu v večernem času
- Otvoritev mostu l. 1901
- Razglednica iz l. 1924